# سد المنطرة
سد المنطرة هو خزان مائي استراتيجي يقع في ريف محافظة القنيطرة في سوريا.

## التاريخ
بُني السد في ثمانينيات القرن العشرين غرب قرية الصمدانية الغربية، عند سفوح مرتفعات الجولان، ويقدّر ارتفاعه حوالي 1,100 متر. يصبّ فيه وادي الرقاد، ويُعدّ الخزان الرئيسي في سلسلة سدود القنيطرة. بدأ تشغيله فعليًّا عام 2010 ليزود مياه الشرب ويروي المزروعات. يعدّ أحد أكبر السدود في الجنوب السوري، بسعة تخزين تقدّر بـ40 مليون متر مكعب من المياه، ويخدم عشرات القرى في القنيطرة وريف محافظة درعا.
في يناير 2025، سيطرت القوات الإسرائيلية على السدّ ضمن عملية سهم باشان، وحولوه إلى نقطة عسكرية وأغلقوا إمكانية وصول المدنيين له، مما أدى إلى أزمة مياه مرتفعة وحدوث تداعيات تستدعي تحذيرات بشأن الأمن المائي في المنطقة.